# Fokker C.I
Fokker C.I là một loại máy bay trinh sát hai tầng cánh của Đức, được phát triển vào cuối Chiến tranh thế giới I.

## Quốc gia sử dụng
Đan Mạch
 German Empire
 Hà Lan
- Hải quân Hoàng gia Hà Lan
- Không quân Lục quân Hà Lan

 Hoa Kỳ
- Hải quân Hoa Kỳ

 Liên Xô
- Không quân Liên Xô

## Biến thể
V 38
C.I
C.Ia
C.IW
C.II
C.III

## Tính năng kỹ chiến thuật (Fokker C.I)
Đặc tính tổng quan
- Kíp lái: 2
- Chiều dài: 7,23 m (23 ft 9 in)
- Sải cánh: 10,5 m (34 ft 5 in)
- Chiều cao: 2,87 m (9 ft 5 in)
- Diện tích cánh: 26,3 m2 (283 foot vuông)
- Trọng lượng rỗng: 855 kg (1.885 lb)
- Trọng lượng có tải: 1.255 kg (2.767 lb)
- Động cơ: 1 × BMW IIIa , 138 kW (185 hp)

Hiệu suất bay
- Vận tốc cực đại: 175 km/h (109 mph; 94 kn)
- Tầm bay: 320 km (199 mi; 173 nmi)
- Trần bay: 4.000 m (13.123 ft)

Vũ khí trang bị

- 2 × súng máy
- 50 kg (110 lb) bom